# Плерома
Плерома (дав.-гр. πλήρωμα — наповнення, повнота, безліч) — термін у грецькій філософії, одне з центральних понять у гностицизмі, що означає божественну повноту. У Новому Заповіті «вся повнота Божества тілесно» живе в Христі. У низці гностичних писань Ісус особисто проголошує себе тим, хто перебуває в Плеромі (наприклад, Євангеліє правди з бібліотеки Наг-Хаммаді I.3.34, 35).
Згідно зі вченням гностиків, Плерома є сукупністю небесних духовних сутностей, еонів. Ісус Христос також був одним з еонів, посланих на землю для того, щоб люди змогли повернути втрачене знання (гнозис) і возз'єдналися з Плеромою.
У гностицизмі ідея Плероми переважно зустрічається в літературі, що стосується учнів Валентина, але вона з'являється і в писаннях, пов'язаних з іншими групами гностиків.
У Валентина викладено вчення про першу восьмерицю — вісім еонів. Згідно з Валентином, восмериця відбулася послідовно; на початку була перша двійця: Глибина (дав.-гр. Βυθός) і Мовчання (дав.-гр. Σιγή); від них відбулася друга двійця: Розум (дав.-гр. Νοΰς) або Батько (дав.-гр. Πᾰτήρ) та Істина (дав.-гр. Άλήθεια). Ця четвериця створила: Слово (дав.-гр. Λόγος) та Життя (дав.-гр. Ζωή), Людину (дав.-гр. Άνθρωπος) та Церкву (дав.-гр. Έκκλησία). Ці чотири пари (сизигії): Глибина та Мовчання, Розум та Істина, Слово та Життя, Людина та Церква, становлять досконалу першу восьмерицю — огдоаду (дав.-гр. ὀκτάδος), яка, не з нестачі або потреби, а за надлишком внутрішнього задоволення і для нового прославлення Першоотця, породили ще 22 еони: Слово та Життя породили декаду (дав.-гр. δεκάδος) — 10 еонів, а Людина та Церква породили додекаду (дав.-гр. δωδεκάς, δωδεκάδος) — 12 еонів. Всі разом 30 еонів і становлять виражену повноту абсолютного буття Плерому.